# Santa Maria d'Axpe
Santa Maria d'Axpe és una famosa església pertanyent a la diòcesi de Bilbao, que està ubicada en el poble d'Axpe-Busturia, coneguda per la seva arquitectura gòtica i el bon estat de conservació. Forma part del patrimoni cultural del País Basc.

## Història
L'any 1051, el comte de Biscaia va concedir al bisbe d'Àlaba la propietat del monestir de Santa Maria de Axpe juntament amb totes les seves pertinences, que avui és l'església. Part de les pertinences donades pel comte de Biscaia són la casa pairal que hi ha al recinte de l'església, lloc de naixement de cèlebres habitants d'Axpe. Part dels seus calzes, llibres antics i quadres han estat exposats durant un temps al museu Guggenheim de Bilbao.
L'església va ser reconstruïda i ampliada a principis del segle XVI, amb un estil gòtico-basc. Aquest és l'edifici que es conserva. El retaule és obra de Pedro Aboítiz, Alejandro de Aguilar i Juan de Bilialdea del 1638.